# Evippa
Evippa là một chi nhện trong họ Lycosidae.